# Max Staples
Max William Staples (* 27. Juli 1994 in Subiaco City) ist ein australischer Volleyballspieler.

## Karriere
Max Staples begann seine Karriere an der Senior High School in Rossmoyne. Später spielte er in Canberra. 2013 wechselte der Außenangreifer zum französischen Verein AS Orange Nassau.  In der Saison 2014/15 war er bei Arbo Rotterdam Fusion aktiv, bevor er zum belgischen Verein Noliko Maaseik wechselte.  In der Saison 2016/17 spielte er wieder in den Niederlanden, diesmal bei Draisma Dynamo Apeldoorn. Danach ging er zum finnischen Verein Hurrikaani Loimaa. Mit der australischen Nationalmannschaft bei der Weltmeisterschaft 2018. In der Saison 2018/19 gewann er mit dem tschechischen Verein Jihostroj České Budějovice das Double aus Pokal und Meisterschaft. Anschließend wurde er vom deutsch-österreichischen Bundesligisten Hypo Tirol Alpenvolleys Haching verpflichtet. Im Januar 2020 wechselte Staples zum tschechischen Verein Kladno Volejbal.